# Филипо Инцаги
Филипо Инцаги (итал. Filippo Inzaghi; Пјаченца, 9. август 1973) бивши је италијански фудбалер и тренутни тренер Пизе. Играо је на позицији нападача. Наступао је и за репрезентацију Италије и постигао 25 голова у 57 утакмица одиграних у дресу „азура”. Надимак му је „Суперпипо”. На утакмици финала Лиге шампиона 2007. године, постигао је оба гола у победи Милана над Ливерпулом 2:1. Његов млађи брат је Симоне Инцаги, такође бивши фудбалер.

## Играчка каријера

### Клупска
Кренуо је са фудбалом 1991. у родној Пјаченци, но тамо је одиграо тек две утакмице пре позајмљивања у Албинолефе, где је у трећој лиги постигао 13 погодака у 21 утакмици. Сезону након тога отишао је у Хелас Верону, постигавши опет 13 голова, но овај пут у 36 утакмица, иако у вишем рангу. Потом се вратио у Пјаченцу, где је овај пут био у првом плану. Те сезоне је постигао 15 голова у 37 утакмица. Преселио се потом у Парму, чиме је први пут заиграо у Серији А. Тамо се није прославио, постигавши тек два поготка у 15 утакмица. Парма га није задржала, но он је остао у елитној италијанској лиги, те са 24 поготка за Аталанту био најбољи стрелац и најбољи млади играч лиге. 
Уследио је потом велики трансфер у Липијев Јувентус. Тамо је провео 4 године играјући у нападу са Алесандром Дел Пјером. У 120 утакмица постигао је 57 голова. Сезоне 1997/98. постао је првак Италије и вицешампион Европе. Доласком Давида Трезегеа, изгубио је место у првој постави, те преселио на Сан Сиро у Милан. Први део сезоне као „россонер“ провео је повређен, но одмах је по повратку, у дуету са Шевченком играо сјајно. У црно-црвеном дресу постао је најбољи италијански стрелац у европским такмичењима, престигавши Алесандра Алтобелија. У Милану је остао до краја каријере 2012. године и за то време освојио два „скудета“, две Лиге шампиона, два суперкупа Италије, два УЕФА суперкупа и по један куп Италије и Светско клупско првенство.

### Репрезентативна
У репрезентацији је дебитовао 8. јуна 1997. против Бразила. За „азуре“ је играо до 2007. године и постигао 25 голова на 57 утакмица. Наступио је на СП-у 98, ЕП-у 2000, те на СП-у 2002. На ЕП 2004. у Португалу није ишао, но због повреде Кристијана Вијерија успео је да се пробије до СП 2006. у Немачкој, где је био је један од стрелаца златне италијанске екипе.

## Највећи играчки успеси

### Репрезентација Италије
- Европско првенство до 21. године (1) : 1994
- Светско првенство (1) : 2006.
- Европско првенство : финале 2000.

### Пјаченца
- Серија Б (1) : 1994/95.

### Јувентус
- Првенство Италије (1) : 1997/98.
- Суперкуп Италије (1) : 1997.
- Интертото куп (1) : 1999.
- Лига шампиона : финале 1997/98.

### Милан
- Првенство Италије (2) : 2003/04. и 2010/11.
- Куп Италије (1) : 2002/03.
- Суперкуп Италије (2) : 2004. и 2011.
- Лига шампиона (2) : 2002/03. и 2006/07. (финале 2004/05).
- Суперкуп Европе (2) : 2003. и 2007.
- Светско клупско првенство (1) : 2007.
- Интерконтинентални куп : финале 2003.

## Тренерски успеси

### Милан (млади тим)
- Турнир Вијаређо (1) : 2014.